# Rumold Mercator
Pour les articles homonymes, voir Mercator.

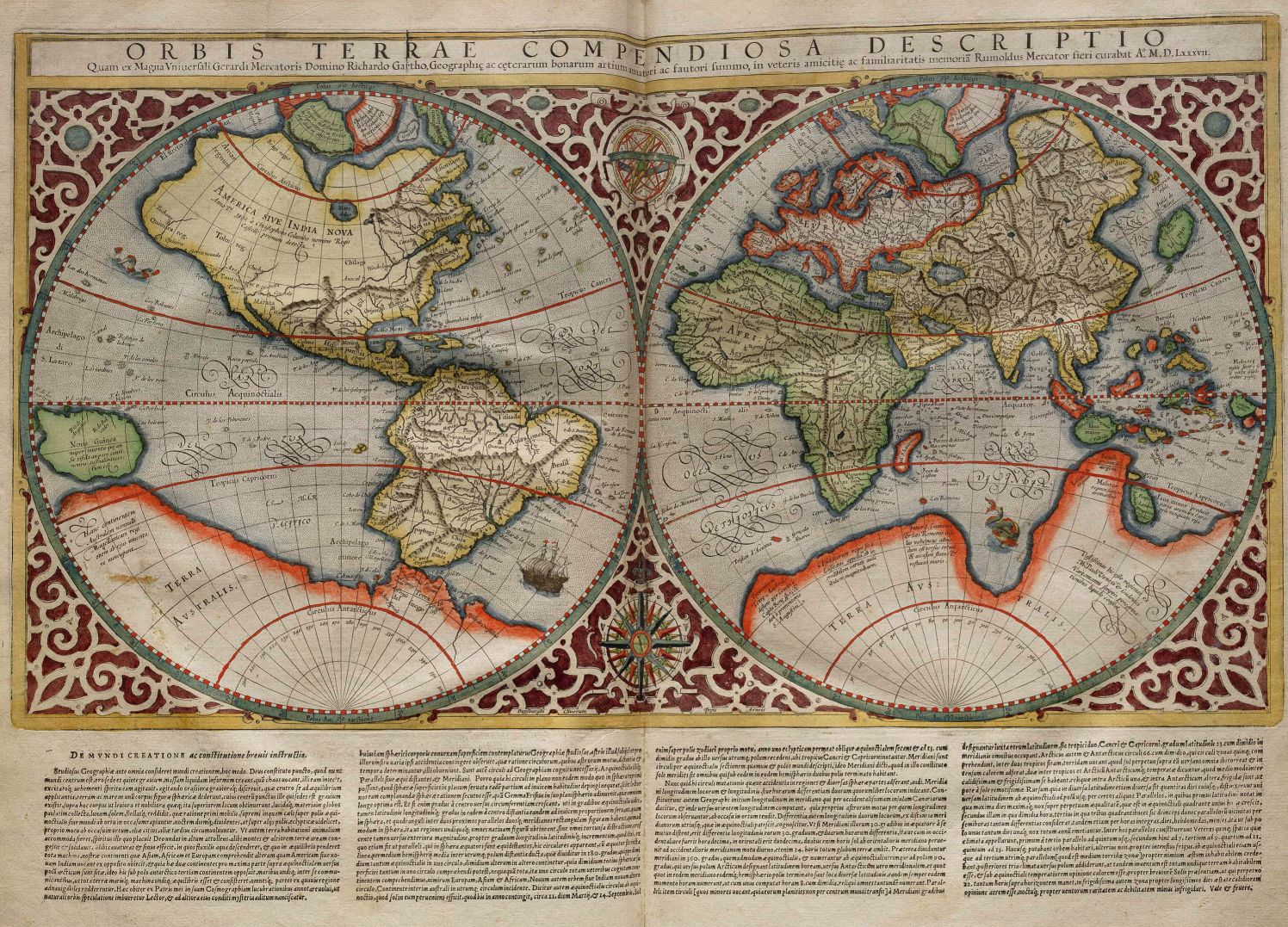
Planisphère de Rumold Mercator, 1587

Rumold Mercator (1545-1599) était un cartographe flamand et le troisième fils de Gerardus Mercator. Les méthodes de projection cartographique, héritées de Claude Ptolémée, sont perfectionnées par Mercator et permettent la publication des premiers atlas. Rumold passera une grande partie de sa vie dans les maisons d'édition de Londres, assurant à Mercator un lien vital avec les nouvelles découvertes de l'époque élisabéthaine. Il devint célèbre dans le sillage paternel quand il publie en 1587, une copie de la carte du monde de son père de 1569, révisée dans sa conception graphique globale.
	En 1595, un an après la mort de son père, Rumold Mercator publia un supplément de 34 cartes au recueil de cartes Tabulae Geographicae. Il contient 29 cartes, gravées par Gérard Mercator, des parties manquantes de l'Europe (Islande, îles britanniques et pays d'Europe du Nord et de l'Est).
	Pour compléter rapidement la collection de cartes, Rumold ajouta sa propre carte du monde de 1587 et fit copier quatre cartes des continents de la grande carte du monde de son père de 1569 par ses neveux Gerardus Mercator junior et Michael Mercator, fils d'Arnold Mercator.